# Kanaphan Puitrakul
Kanaphan Puitrakul (tiếng Thái: คณพันธ์ ปุ้ยตระกูล, phiên âm: Kha-na-phan Buy-tơ-ra-cun, sinh ngày 3 tháng 9 năm 1998) còn có nghệ danh là First (เฟิร์ส), là một diễn viên, người mẫu và người dẫn chương trình người Thái Lan trực thuộc GMMTV. Anh được biết đến với các vai diễn trong Wake Up Ladies: The Series, Blacklist và The Shipper.

## Tiểu sử và học vấn
First sinh ra ở Băng Cốc, Thái Lan. Anh hoàn thành chương trình giáo dục trung học tại trường Suankularb Wittayalai. Anh hiện đang theo học bằng cử nhân về Đổi mới Truyền thông Xã hội tại Ban Đổi mới Truyền thông Xã hội của Đại học Srinakharinwirot.
Tháng 12 năm 2021, First đã chính thức tốt nghiệp đại học Srinakharinwirot bằng cử nhân về Đổi mới Truyền thông Xã hội tại Ban Đổi mới Truyền thông Xã hội.

## Sự nghiệp
First bắt đầu sự nghiệp diễn xuất của mình sau khi thử giọng từ một nhóm 100 thanh thiếu niên và nhận được vai chính trong The Assassin: ฆาตกร, một bộ phim được sản xuất cho Ngày Quốc tế Thiếu nhi năm 2016. Năm 2017, anh tham gia cuộc thi "Cool Man Good Man" và đã giành được vị trí thứ 4 rồi tham gia buổi chụp hình của KAZZ Magazine vào tháng 11 năm 2017. Sau đó anh, cùng với Poompat Iam-samang (Up), được KA Cosmetics khai thác trong một quảng cáo truyền hình (theo loại BL) và rồi trở nên viral. Anh đã đóng vai phụ Ryu trong Wake Up Ladies: The Series (2018). Năm 2019, anh được giao vai chính Ryo trong Wolf và Jim Bae trong Blacklist.
Hiện nay, anh đang hoạt động dưới trướng GMMTV.

## Các phim tham gia

### Phim điện ảnh
| Năm  | Tên phim            | Vai | Ghi chú   | Ref.  |
| ---- | ------------------- | --- | --------- | ----- |
| 2016 | The Assassin: ฆาตกร |     | Vai chính | [ 3 ] |

### Phim truyền hình
| Năm  | Tên phim                           | Vai     | Ghi chú   | Ref.   |
| ---- | ---------------------------------- | ------- | --------- | ------ |
| 2018 | Wake Up Ladies: The Series         | Ryu     | Vai phụ   | [ 9 ]  |
| 2019 | Wolf                               | Ryo     | Vai chính | [ 11 ] |
| 2019 | Blacklist                          | Jim Bae | Vai chính | [ 10 ] |
| 2020 | The Shipper                        | Kim     | Vai chính | [ 12 ] |
| 2020 | Wake Up Ladies: Very Complicated   | Ryu     | Vai phụ   | [ 13 ] |
| 2021 | Not Me                             | Yok     | Vai phụ   | [ 14 ] |
| 2021 | F4 Thailand: Boys Over Flowers     | PhuPha  | Khách mời |        |
| 2022 | The Eclipse                        | Akk     | Vai chính | [ 15 ] |
| 2022 | Astrophile                         | Poi     | Vai phụ   |        |
| 2023 | Midnight Series: Moonlight Chicken | Alan    | Vai phụ   | [ 16 ] |
| 2023 | Oursky2                            | Akk     | Vai chính |        |
| 2023 | Only friends                       | Sand    | Vai chính |        |

### TV Show
| Năm  | Tên phim                      | Ghi chú                                                                                    | Ref    |
| ---- | ----------------------------- | ------------------------------------------------------------------------------------------ | ------ |
| 2016 | Let's Play Challenge          | Khách mời (Tập 47)                                                                         |        |
| 2016 | Toe Laew ss1                  | Thành viên chính                                                                           |        |
| 2017 | #TEAMGIRL                     | Khách mời (Tập 101)                                                                        |        |
| 2018 | School Rangers                | Khách mời (Tập 44-46, 54-56, 93-94, 99-101, 128-129, 131-132, 137-138, 173-174) Host chính |        |
| 2018 | Talk with Toey One Night      | Khách mời (Tập 4, 67)                                                                      |        |
| 2018 | Cougar on the Prowl Season 2  | Khách mời (Tập 6)                                                                          |        |
| 2018 | Yai & the Grandsons           | Khách mời (Tập 13-14)                                                                      |        |
| 2018 | Tred Tray Fest with Tay Tawan | Khách mời (Tập 3)                                                                          |        |
| 2019 | Arm Share                     | Khách mời (Tập 12, 29, 46)                                                                 |        |
| 2019 | Off Gun Fun Night Season 2    | Khách mời (Tập 6)                                                                          |        |
| 2019 | Be My Baby                    | Khách mời (Tập 3)                                                                          |        |
| 2020 | Play Zone                     | Khách mời (Tập 2)                                                                          |        |
| 2020 | Friend Drive                  | Khách mời (Tập 10)                                                                         |        |
| 2020 | Bright - Win Inbox            | Khách mời (Tập 1)                                                                          |        |
| 2020 | Finnn Land                    | Khách mời (Tập 7)                                                                          |        |
| 2020 | Toe Laew ss2                  | Thành viên chính                                                                           |        |
| 2021 | Krahai Lao                    | Khách mời (Tập 7, 14)                                                                      |        |
| 2021 | Safe House 2: Winter Camp     | Thành viên chính                                                                           | [ 17 ] |
| 2021 | Chef Krub                     | Khách mời (Tập 1)                                                                          |        |
| 2022 | Safe House 4                  | Thành viên chính                                                                           | [ 18 ] |